# Jaera schellenbergi
Jaera schellenbergi är en kräftdjursart som beskrevs av Kesselyak 1938. Jaera schellenbergi ingår i släktet Jaera och familjen Janiridae. Inga underarter finns listade i Catalogue of Life.